# Dwingeloo 1
Dwingeloo 1 és una galàxia espiral barrada a uns 10 milions d'anys llum de la Terra a la constel·lació de Cassiopea. S'hi troba prop del plànol de la Via Làctia i la seva observació es veu dificultada per pols, gas i estels del plànol galàctic. De fet, Dwingeloo 1 està només unes cinc vegades més allunyada que l'altra galàxia important propera, la galàxia d'Andròmeda, i la seva grandària és aproximadament un terç del de la nostra galàxia. Més del 99% de la seva llum visible és absorbida per la pols de la Via Làctia. Té una petita galàxia satèl·lit, Dwingeloo 2, i ambdues pertanyen al Grup Maffei 1, grup de galàxies contigu al Grup Local.
Les galàxies Dwingeloo van ser descobertes en 1994 des del radiotelescopi homònim de 25 m situat als Països Baixos. Va ser detectada per primera vegada en radiofreqüències per la línia d'emissió de 21 cm d'hidrogen neutre durant un sondeig "cec" del plànol de la zona nord de la Via Làctia.